# カロウィンズ・モノレール
カロウィンズ・モノレール（英: Carowinds Monorail）は、かつてノースカロライナ州シャーロットおよびサウスカロライナ州フォートミルにまたがるカロウィンズ遊園地にて運行されていたモノレールである。
1973年6月2日に開業。駅は1つのみで、輸送用でなく遊園地内の遊戯施設としての扱いであった。1994年8月に廃止され、メキシコのアカプルコにあるVidafel Mayan Palace行楽地へと移転している。

## 歴史
カロウィンズ・モノレールは、ユニバーサル・モビリティによって製造され、初運行の際にノースカロライナ州知事のジェームス・ホルシャウザーおよびサウスカロライナ州知事のジョン・C・ウェストの両者が出席し、1973年6月2日に開業した。
29km/h (18mph)の平均速度で、3.2km (2mi)の区間の所要時間は10分14秒であった。
当初は建設予定のホテルと遊園地を結ぶ予定であったが、ホテルの建設は中止となった。
利用者数も1982年に500,000人のピークに達して以降は減少が続き、1994年8月に廃止される結果となった。廃止時の1日利用者数は7,000人であった。
廃止後の解体工事は1994年11月に開始され、同年12月までに完了した。
解体されたモノレールは、艀としてメキシコのアカプルコに出荷され、Vidafel Mayan Palace行楽地にて1995年に再び組み立てられた。